# Dálniční křižovatka Vyškov-východ
Dálniční křižovatka Vyškov-východ je mimoúrovňová křižovatka u Vyškova v Jihomoravském kraji. Kříží se zde dálnice D1 s dálnicí D46.

## Poloha
Dálniční křižovatka se nachází na jihovýchodním okraji Vyškova u Brňan. Křižovatka se nachází v nadmořské výšce 280 m n. m.

## Popis
Dálniční křižovatka Vyškov-východ je mimoúrovňová křižovatka dálnice D1 procházející zde západovýchodním směrem a dálnice D46, která na této křižovatce začíná a vede na sever do Olomouce. Současně po dálnici D1 směrem od Brna prochází evropská silnice E462, která pokračuje po dálnici D46.
Dálniční křižovatka Vyškov-východ je provedena jako hruškovitý typ tříramenné dálniční křižovatky.

## Historie výstavby
30. července 1992 byly uvedeny do provozu úseky dálnice D1 z Tučap do Vyškova a dálnice D46 kolem Vyškova. Tyto dálnice na sebe přímo navazovaly. Dálniční křižovatka Vyškov-východ byla zprovozněna 24. října 2005 spolu s prodloužením dálnice D1 do Mořic.